# دوبال‌ها روغنی
دوبال‌ها روغنی (نام علمی: Dipteryx oleifera)، (همراه دوبال‌ها پاناما و کومارو پاناما)، لوبیا تونکا، ایبو، چویبا، یا بادام، گونه‌ای از درختان جنگل‌های بارانی نوظهور تا ارتفاع ۵۵ متر در خانواده بومی باقلاییان (زیرتیره باقالی‌ها) است. بومی نیکاراگوئه، کاستاریکا، پاناما، کلمبیا، و اکوادور می‌باشد.
یک درخت چوب‌سخت با ارزش، بذرهای طعم بادام آن خوراکی است و در بازارهای محلی فروخته می‌شود. بذرهای آن به قدری روغنی است که مردم محلی از آن به‌عنوان مشعل استفاده می‌کنند. به‌دلیل شکوفه‌های دیدنی گل‌های صورتی آن که هفته‌ها دوام می‌آورد، به‌عنوان یک گیاه زینتی «پتانسیل زیادی» دارد، و به‌عنوان یک درخت خیابانی در مدئین، کلمبیا استفاده می‌شود. پس از گل‌ها میوه سبز رنگ تا ۶ سانتی‌متر با بذرها به وجود می‌آید که یک ماده غذایی مهم برای مکائوی سبز بزرگ (آرا آمبیگوآ) است.
شایان ذکر است، این گونه شناسایی شده است که از برخورد صاعقه سود می‌برد، زیرا تقریباً آسیب نمی‌بیند در حالی که گیاهان انگل و رقبای خود را می‌کشد.